# 如来寺 (たつの市)
如来寺（にょらいじ）は、兵庫県たつの市龍野町にある西山浄土宗の仏教寺院。山号は松龍山。本尊は阿弥陀如来。

## 歴史
1533年（天文2年）に当案賢正を開山として創建された。1672年（寛文2年）には龍野藩主脇坂氏の菩提寺となった。1730年（享保15年）に宝鏡寺門跡から山号「松龍山」を賜った。

## 境内
- 本堂 - 江戸時代初期（1666年）再建
- 地蔵堂
- 開山堂（羅漢堂）
- 鐘楼堂
- 十王堂
- 山門
- 庫裡
- 客殿（鳳翔閣）
- 三木露風歌碑
- 筆塚
- 大谷幽香遺愛碑

## 文化財
たつの市指定文化財
- 涅槃図 - 狩野永納筆、1651年

## 所在地
〒679-4178 兵庫県たつの市龍野町大手65